# 中国驻文莱大使列表
本列表为中華人民共和國驻文莱历任大使名录（附中華民國駐汶萊歷任代表）。

## 历任中国驻文莱大使

### 中华人民共和国驻文莱大使（1992年至今）
1991年9月30日，中华人民共和国与文莱建交。1992年5月，驻马来西亚大使金桂华兼驻文莱。1993年12月8日，中国驻文莱大使馆正式开馆，开始派驻专使。
| 姓名   | 任命           | 任命           | 到任           | 递交国书      | 免职           | 免职           | 离任           | 外交衔级 | 外交职务     | 备注         |
| 姓名   | 全国人大常委会 | 主席           | 到任           | 递交国书      | 全国人大常委会 | 主席           | 离任           | 外交衔级 | 外交职务     | 备注         |
| ------ | -------------- | -------------- | -------------- | ------------- | -------------- | -------------- | -------------- | -------- | ------------ | ------------ |
| 金桂华 | 1991年10月30日 | 1992年1月23日  | 1992年5月10日  | 1992年5月12日 | 1993年9月2日   | 1993年12月11日 | 1993年11月4日  | 大使     | 特命全权大使 | 驻马来西亚兼 |
| 段增琪 | 不適用         | 不適用         | 1993年10月     |               | 不適用         | 不適用         | 1993年12月     |          | 临时代办     | 筹备开馆     |
| 刘新生 | 1993年9月2日   | 1993年12月11日 | 1993年12月26日 | 1994年1月6日  | 1997年7月3日   | 1998年4月16日  | 1998年3月      | 大使     | 特命全权大使 |              |
| 王建立 | 1997年7月3日   | 1998年4月16日  | 1998年4月      | 1998年5月13日 | 1999年12月25日 | 2000年7月26日  | 2000年5月      | 大使     | 特命全权大使 |              |
| 瞿文明 | 1999年12月25日 | 2000年7月26日  | 2000年5月      | 2000年7月10日 |                | 2003年1月29日  | 2002年12月     | 大使     | 特命全权大使 |              |
| 魏苇   |                | 2003年1月29日  | 2002年12月     |               | 2004年10月27日 | 2005年3月8日   | 2005年1月18日  | 大使     | 特命全权大使 |              |
| 杨燕怡 | 2004年10月27日 | 2005年3月8日   | 2005年1月28日  | 2005年2月5日  | 2006年12月29日 | 2007年3月9日   | 2007年2月16日  | 大使     | 特命全权大使 |              |
| 佟晓玲 | 2006年12月29日 | 2007年3月9日   | 2007年3月3日   | 2007年3月20日 | 2009年8月27日  | 2010年5月13日  | 2010年4月28日  | 大使     | 特命全权大使 |              |
| 闵永年 | 2009年8月27日  | 2010年5月13日  | 2010年5月7日   | 2010年5月27日 | 2011年6月30日  | 2011年12月20日 | 2011年12月     | 大使     | 特命全权大使 |              |
| 郑祥林 | 2011年6月30日  | 2011年12月20日 | 2011年12月25日 | 2012年1月21日 | 2014年8月31日  | 2015年2月11日  | 2014年12月     | 大使     | 特命全权大使 |              |
| 杨健   | 2014年8月31日  | 2015年2月11日  | 2015年1月18日  | 2015年1月26日 | 2018年10月26日 | 2019年2月3日   | 2018年12月     | 大使     | 特命全权大使 |              |
| 于红   | 2018年10月26日 | 2019年2月3日   | 2019年1月16日  | 2019年2月4日  |                | 2023年3月17日  | 2022年12月13日 | 大使     | 特命全权大使 |              |
| 肖建国 |                | 2023年3月17日  | 2023年3月5日   | 2023年9月13日 | 现任           |                |                | 大使     | 特命全权大使 |              |